# ماوگوژاتا روژنیاتوفسکا
ماوگوژاتا روژنیاتوفسکا (لهستانی: Małgorzata Rożniatowska؛ زادهٔ ۲۹ آوریل ۱۹۵۰) بازیگر اهل لهستان است.
از فیلم‌ها یا مجموعه‌های تلویزیونی که وی در آن‌ها نقش داشته است، می‌توان به دادستان، خویشاوندان سببی،۳۰۰ مایل تا بهشت، پیت‌بول، به‌دور از جاده، جرم، قانون حقیقی، فیلمی کوتاه درباره عشق، شیطان، نیویورک شاد، بدهی، در خیابان سپولنی، ع چون عشق و هیولاهای کراکوف اشاره نمود.